# Mastose
 Mise en garde médicale
La mastose ou mastopathie kystique diffuse est un terme qui englobe un certain nombre de lésions histologiques bénignes non cancéreuses et non inflammatoires.

## Terminologie
Les équivalents donnés par la CIM-10 sont :
- Maladie kystique du sein
- Maladie de Bloodgood
- Maladie de Cooper
- Dysplasie kystique bénigne de la glande mammaire
- Hyperplasie de Schimmelbusch
- Hyperplasie kystique du sein
- Hypertrophie kystique du sein
- Maladie fibrokystique du sein
- Maladie kystique chronique du sein
- Mastopathie chronique kystique
- Mastopathie fibrokystique
- Mastopathie kystique chronique diffuse
- Maladie de Phocas
- Maladie de Reclus
- Maladie de Schimmelbusch
- Maladie de Tillaux-Phocas

On trouve aussi :
- Dystrophie ou dysplasie fibrokystique du sein
- Dysplasie ou dystrophie fibreuse du sein,
- Mastite chronique kystique
- Dysplasie mammaire
- Fibro-adénose
- Mastopathie kystique
- Mastose fibrokystique

## Épidémiologie
Cette affection bénigne touche au moins 50 % des femmes en âge de procréer.

## Clinique
La mastopathie kystique diffuse se caractérise par l'apparition, dans les deux seins, de formations kystiques régulières, sans attache avec le tissu sous-jacent.
Le nombre de kystes développés dans un sein peut être minime (1 ou 2) mais il est souvent élevé (plusieurs dizaines). Il réalise alors avec la fibrose adjacente des placards palpables et sensibles, d'allure clinique parfois ambiguë : il peut être difficile de les différencier d'un cancer.
Parfois les formations kystiques se trouvent en plus grand nombre dans le quadrant supéro-externe (le plus proche de l'aisselle). Apparaît aussi une mastodynie, avec hypersensibilité des seins et des mamelons, en général liée au cycle menstruel : les symptômes ont tendance à culminer immédiatement avant chaque période de règles et diminuer par la suite.
La palpation retrouve des formations kystiques régulières, mobiles, douloureuses à la pression, de volume et de sensibilité variable en fonction du cycle.
On note la présence de douleurs mammaires unilatérales ou bilatérales irradiant à l'épaule ou au bras homolatéral.
La mastose est le plus souvent liée à un déséquilibre de l’axe hypophyse ovaire. Il s’agit d’un excès de sécrétion des hormones  hypophysaires, notamment la prolactine. Parallèlement il existe un déséquilibre entre les œstrogènes et la progestérone, en faveur des œstrogènes.